# Platin war gestern
Platin war gestern ist das vierte Kollaboalbum der deutschen Rapper Kollegah und Farid Bang. Es erschien am 10. August 2018 über die Labels Banger Musik und Alpha Music Empire als Standard-Edition und Deluxe-Boxset, inklusive u. a. der Nafri Trap EP Volume 1 und Instrumentals.

## Produktion
Der Musikproduzent Juh-Dee produzierte sechs Lieder des regulären Albums sowie alle fünf Songs der Nafri Trap EP. Die weiteren Produktionen stammen von Joznez, Gee Futuristic, Johnny Illstrument, Oster, Mesh, C-Wash, Ghanabeats, Jan van der Toorn und Nikki 3k.

## Gastbeiträge
Lediglich auf zwei Liedern des Albums treten neben Kollegah und Farid Bang weitere Künstler in Erscheinung. So ist der Song Sturmmaske auf (Gold war gestern RMX) eine Kollaboration mit den Rappern 18 Karat, Jigzaw, Summer Cem und King Khalil, jedoch ist auf der Videoauskopplung, die auf dem YouTube-Kanal von Banger Musik hochgeladen wurde, statt Jigzaw der Rapper Capital Bra zu hören. Der Sänger Musiye ist auf In die Unendlichkeit zu hören.

## Covergestaltung
Das Albumcover zeigt ein Schwarzweißfoto von Farid Bang und Kollegah, das während ihrer Dankesrede bei der Echoverleihung am 12. April 2018 in Berlin aufgenommen wurde. Auf Schriftzüge auf dem Cover wurde verzichtet.

## Titelliste
| #  | Titel                                 | Gastbeiträge                              | Produzent                  | Länge |
| -- | ------------------------------------- | ----------------------------------------- | -------------------------- | ----- |
| 1  | Sturmmaske auf (Gold war gestern RMX) | 18 Karat, Jigzaw, Summer Cem, King Khalil | Joznez, Johnny Illstrument | 3:50  |
| 2  | All Eyez on Us                        |                                           | Juh-Dee                    | 3:15  |
| 3  | Nuklearer Winter                      |                                           | Ghanabeats                 | 2:53  |
| 4  | Vanderlei Silva                       |                                           | Oster                      | 2:20  |
| 5  | Schuldig bei Verdacht                 |                                           | Mesh                       | 3:06  |
| 6  | Angriff ist für immer                 |                                           | Juh-Dee                    | 2:54  |
| 7  | Ausnahmezustand                       |                                           | Joznez, Johnny Illstrument | 2:30  |
| 8  | G-Modelle                             |                                           | Juh-Dee                    | 3:12  |
| 9  | Geister, die du riefst                |                                           | Juh-Dee                    | 3:02  |
| 10 | Mitternacht 2                         |                                           | Juh-Dee, Mesh              | 4:02  |
| 11 | Tetris mit Batzen Scheinen            |                                           | Oster                      | 2:56  |
| 12 | Echo in der Hood                      |                                           | Gee Futuristic, Nikki 3k   | 3:09  |
| 13 | Boss und Banger                       |                                           | Jan van der Toorn          | 2:50  |
| 14 | Der letzte Krieg                      |                                           | C-Wash                     | 2:54  |
| 15 | In die Unendlichkeit                  | Musiye                                    | Juh-Dee, Mesh              | 3:28  |

Nafri Trap EP Volume 1 (in der Deluxe-Box)
| # | Titel                    | Gastbeiträge | Produzent | Länge |
| - | ------------------------ | ------------ | --------- | ----- |
| 1 | Ronaldo & Messi          |              | Juh-Dee   | 2:56  |
| 2 | Zieh’ den Rucksack aus   |              | Juh-Dee   | 2:36  |
| 3 | One Night Stand          |              | Juh-Dee   | 2:44  |
| 4 | Trainier die Beine nicht |              | Juh-Dee   | 2:42  |
| 5 | Venice Beach             |              | Juh-Dee   | 3:18  |

+ alle Instrumentals

## Chartplatzierungen und Singles
Platin war gestern stieg am 17. August 2018 auf Platz 1 in die deutschen Albumcharts ein und konnte sich insgesamt neun Wochen in den Top 100 halten. In Österreich und der Schweiz erreichte es ebenfalls die Spitze der Charts. In den deutschen Albumcharts des Jahres 2018 belegte es Rang 22.
Am 12. April 2018 erschien All Eyez on Us als erste Single und erreichte Platz 39 der deutschen Charts. Die zweite Auskopplung Sturmmaske auf (Gold war gestern RMX) folgte am 4. Mai 2018, wodurch der Original-Song Sturmmaske auf wieder auf Rang 12 der Charts einstieg, da beide Verkäufe zusammengerechnet wurden. Am 29. Juni 2018 wurde die dritte Single Mitternacht 2 veröffentlicht, die Position 19 der deutschen Charts belegte. Die vierte Auskopplung In die Unendlichkeit erschien am 9. August 2018 und erreichte Platz 39 in Deutschland. Zudem erreichten die Lieder G-Modelle und Nuklearer Winter infolge der Albumveröffentlichung durch Streaming die deutschen Charts.

## Rezeption
| Professionelle Bewertungen | Professionelle Bewertungen |
| -------------------------- | -------------------------- |
| Kritiken                   |                            |
| Quelle                     | Bewertung                  |
| laut.de                    | [ 7 ]                      |

Robin Schmidt von laut.de bewertete Platin war gestern mit drei von möglichen fünf Punkten. Beide Rapper zeigten nochmal ihre „Paradedisziplinen: Dissen mit Namedropping, menschenverachtendes Pöbeln und eine Portion ureigener Humor, der mittlerweile aber immer öfter ohne Augenzwinkern daherkommt. Generell geht es diesmal noch eine Spur härter zu als zuvor.“ Kollegah und Farid Bang würden das Album nutzen, um „ihre Sicht der Dinge“ darzustellen und sich musikalisch „zu den Vorwürfen und Geschehnissen zu äußern,“ die sie nach der Echoverleihung für Jung, brutal, gutaussehend 3 einstecken mussten. „Die Instrumentals klingen recht düster und rough und passen entsprechend zur allgemeinen Grundstimmung,“ aber letztendlich habe „sich das Konstrukt JBG mittlerweile einfach abgenutzt.“